# Mayot
Mayot ist eine französische Gemeinde mit 213 (Stand 1. Januar 2022) im Département Aisne in der Region Hauts-de-France (vor 2016 Picardie). Sie gehört zum Arrondissement Laon, zum Kanton Tergnier und zum Gemeindeverband Chauny-Tergnier-La Fère. Die Einwohner werden Mayotains und Mayotaines genannt.

## Geografie
Die Gemeinde Mayot liegt an der Oise, etwa 20 Kilometer südlich von Saint-Quentin. Nachbargemeinden von Mayot sind Brissay-Choigny im Norden, Anguilcourt-le-Sart im Osten, Achery im Süden, Travecy im Südwesten sowie Vendeuil im Nordwesten. Im Nordosten von Mayot stehen fünf Windkraftanlagen als Teil eines interkommunalen Windparks.

## Bevölkerungsentwicklung
| Jahr                       | 1962 | 1968 | 1975 | 1982 | 1990 | 1999 | 2006 | 2013 | 2022 |
| Einwohner                  | 254  | 236  | 202  | 183  | 182  | 176  | 174  | 199  | 213  |
| Quellen: Cassini und INSEE |      |      |      |      |      |      |      |      |      |

## Sehenswürdigkeiten
- Fort Mayot, erbaut von 1879 bis 1881, wurde 1918 von deutschen Truppen zerstört. Heute sind nur noch Ruinen übrig.

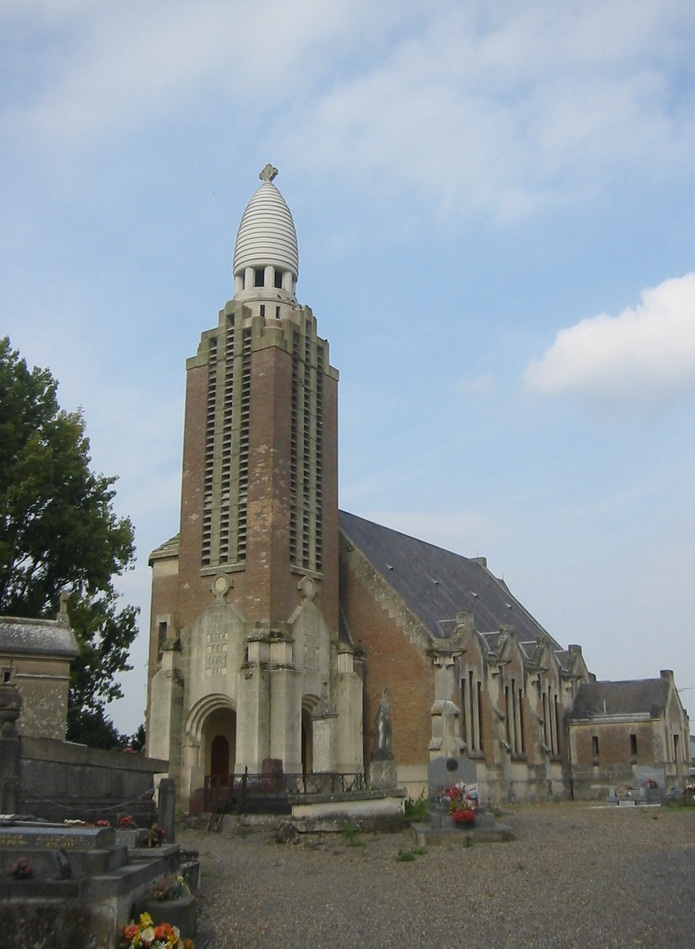
Kirche Saint-Christophe
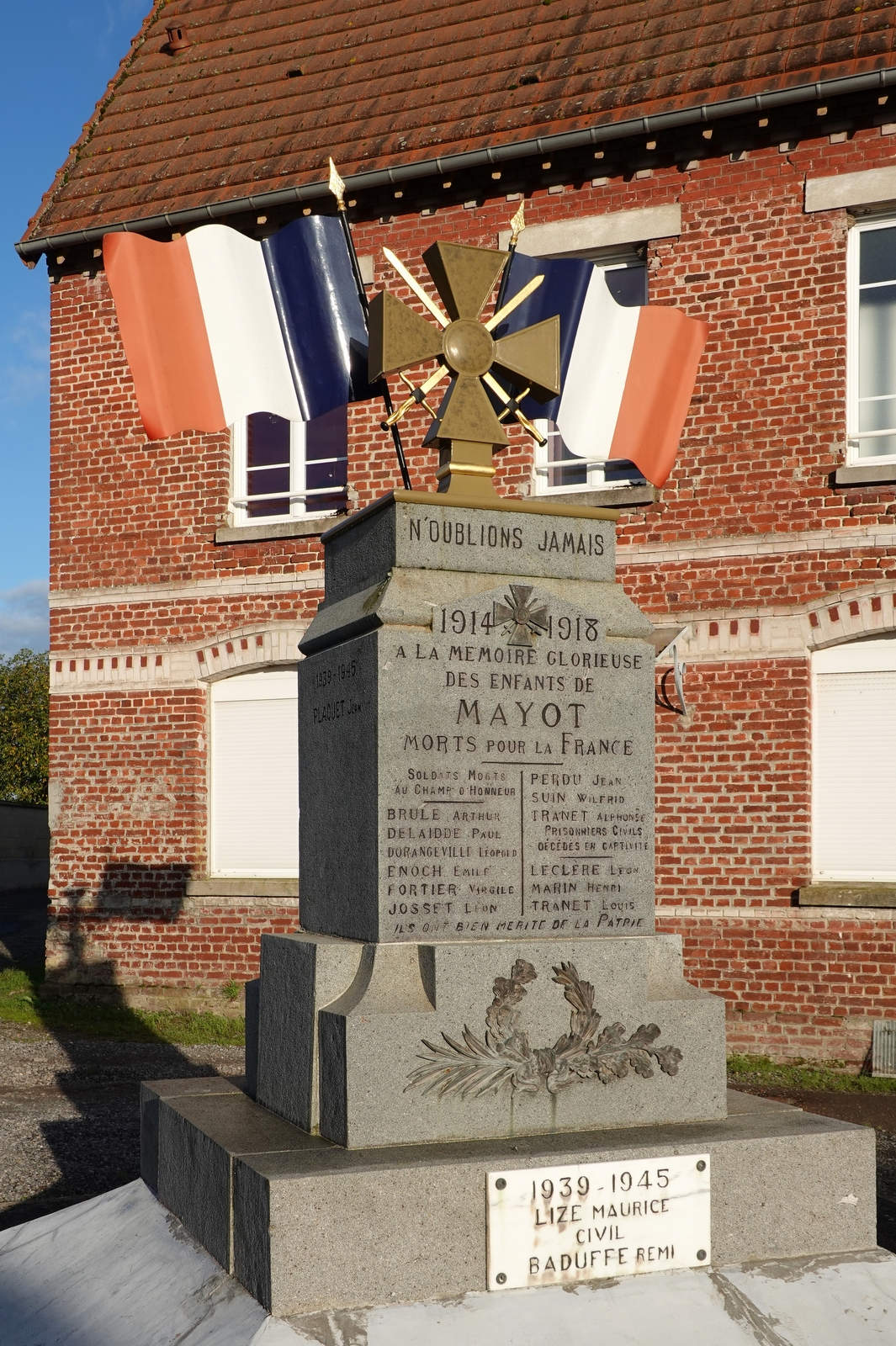
Gefallenendenkmal

- Kirche Saint-Christophe
- Gefallenendenkmal